# Гвара (Кобулетский муниципалитет)
Гвара (груз. გვარა) — село в Грузии, на территории Кобулетского муниципалитета автономной республики Аджария.

## География
Село находится в юго-западной части Грузии, на берегах реки Ачквы, на расстоянии 2 километров (по прямой) к востоку от города Кобулети, административного центра муниципалитета. Абсолютная высота — 85 метров над уровнем моря.

## Население
По результатам официальной переписи населения 2014 года, в Гваре проживало 1089 человек (525 мужчин и 564 женщины). В национальной структуре населения грузины составляли 100 %.
| Год  | Население, человек |
| ---- | ------------------ |
| 2002 | 1216               |
| 2014 | ↘ 1089             |